# Theodore F. Bentel Company
Theodore F. Bentel Company war ein US-amerikanischer Hersteller von Automobilen.

## Unternehmensgeschichte
Das Unternehmen aus Pittsburgh in Pennsylvania handelte mit Fahrrädern. 1900 begannen Überlegungen, Dampfwagen herzustellen, die im gleichen Jahr zu einem ersten Prototyp führten. Anfang 1901 gründeten Theodore F. Bentel, seine Frau Annie T. Bentel, Thomas J. Jones und Lillie B. Jones eine eigene Abteilung innerhalb des Unternehmens. Sie stellten einige Dampfwagen her, die als Bentel vertrieben wurden. Noch 1901 endete die Produktion.
Es gab keine Verbindung zu Bentel aus Kalifornien, die den gleichen Markennamen verwendeten.

## Fahrzeuge
Ein Dampfmotor trieb die Fahrzeuge an. Die Wagen waren besonders geeignet für die schlechten Straßen und die steilen Berge im Westen von Pennsylvania.